# Moskvitch 2141 Aleko
O Moskvitch-2141, também conhecido sob o nome comercial Aleko (em russo:  АЛЕКО), é um automóvel russo de porte médio que foi anunciado pela primeira vez em 1985 e vendido na União Soviética e seus estados sucessores entre 1986 e 1997 pela Moskvitch, com sede em Moscou, na Rússia. Foi substituído pelo modernizado M-2141-02 Svyatogor e sua versão sedã, o M-2142, em 1997-2003.
O Aleko foi uma grande melhoria em relação aos modelos da Moskvitch anteriores, que eram sedãs e peruas duráveis, mas antiquados, com tração traseira e eixo traseiro sólido, e não tinham peças em comum com eles além do motor e alguns outros detalhes menores.

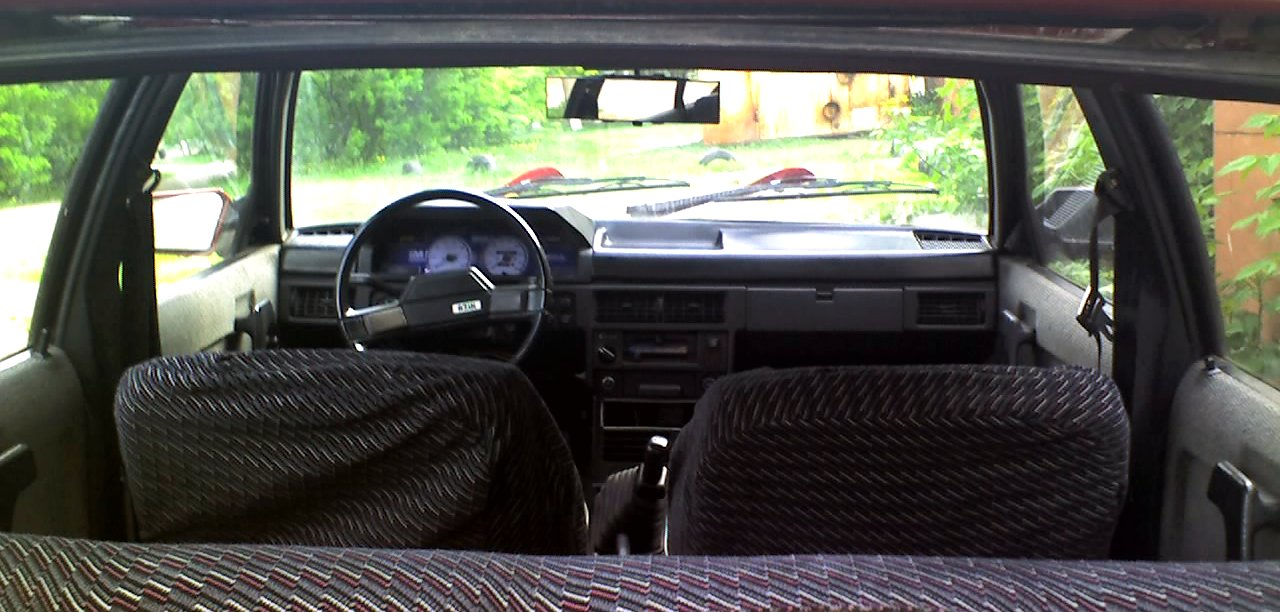
Interior

## Recursos
O novo carro tinha recursos inovadores como tração dianteira, carroceria do tipo hatchback, suspensão dianteira MacPherson e suspensão traseira por eixo de torção. Pela primeira vez na história da fabricação de carros soviéticos e russos, o perfil do carro foi otimizado para aerodinâmica, com a ajuda de engenheiros russos e, em parte, franceses, que logo cooperaram com eles na fase final do processo de desenvolvimento. O coeficiente de resistência aerodinâmica oficialmente relatado foi de 0,35.

## História
Antes do início do desenvolvimento do M-2141, os engenheiros da Moskvitch estavam trabalhando em uma nova série de carros com tração traseira e o desenvolveram até o estágio de protótipos de pré-produção. No entanto, surpreendentemente para eles, o Ministro da Indústria Automobilística exigiu que parassem todo o trabalho no projeto inacabado e, em vez disso, criassem um carro com tração dianteira com a parte superior idêntica à do francês Simca 1307, que era o favorito dele. Embora essa decisão tenha ajudado a reduzir os custos de desenvolvimento, foi um insulto aos engenheiros e designers, que já tinham seus próprios modelos do futuro carro prontos. O designer Igor Zaytsev lembrou que demorou mais de um mês para motivar seus colegas desapontados a se envolverem no novo projeto.
No entanto, além do fato de os projetistas do AZLK considerarem "insultuoso e humilhante" copiar um carro existente, descobriu-se que o novo trem de força e chassi exigiam uma carroceria diferente e, apesar dos dois carros terem formas semelhantes, as únicas partes do carro francês que foram emprestados ao Moskvitch-2141 foram alguns elementos construtivos do teto e a forma das vedações das janelas. Como afirmou o designer-chefe da empresa, Yuri Tkachenko, em 1992, as diferenças entre o Simca e o M-2141 eram tão numerosas e significativas que era mais correto dizer quais detalhes foram emprestados do Simca do que o que foi adicionado ao seu projeto. É apenas a parte superior do corpo que esses modelos têm em comum. O motor existente era muito longo para colocação transversal, por isso foi colocado longitudinalmente, como nas séries Renault 20/30 e Audi 80/100.

## Nomes alternativos do carro original e modificações
- Aleko 141 (para mercado externo)
- Moskvich-2141 (para o mercado interno, em alfabeto latino)
- Москвич-2141 (para o mercado interno, em cirílico russo)
- AZLK-2141 (para o mercado interno, em alfabeto latino)
- АЗЛК-2141 (para o mercado interno, em alfabeto cirílico russo)
- Svjatogor (desde 1997, para mercado interno, em alfabeto latino)
- Святогор (desde 1997, para o mercado interno, em alfabeto cirílico russo)
- АЗЛК-214145 (desde 1997, motor Renault F3R 2.0)

## Galeria

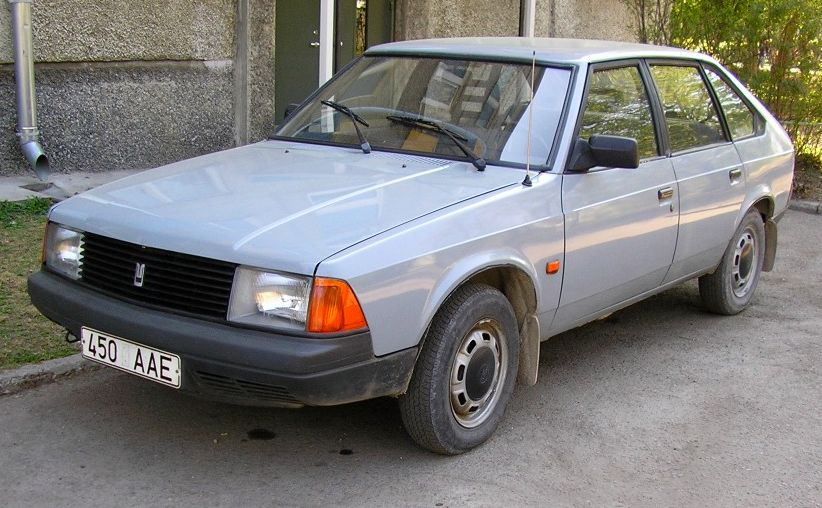
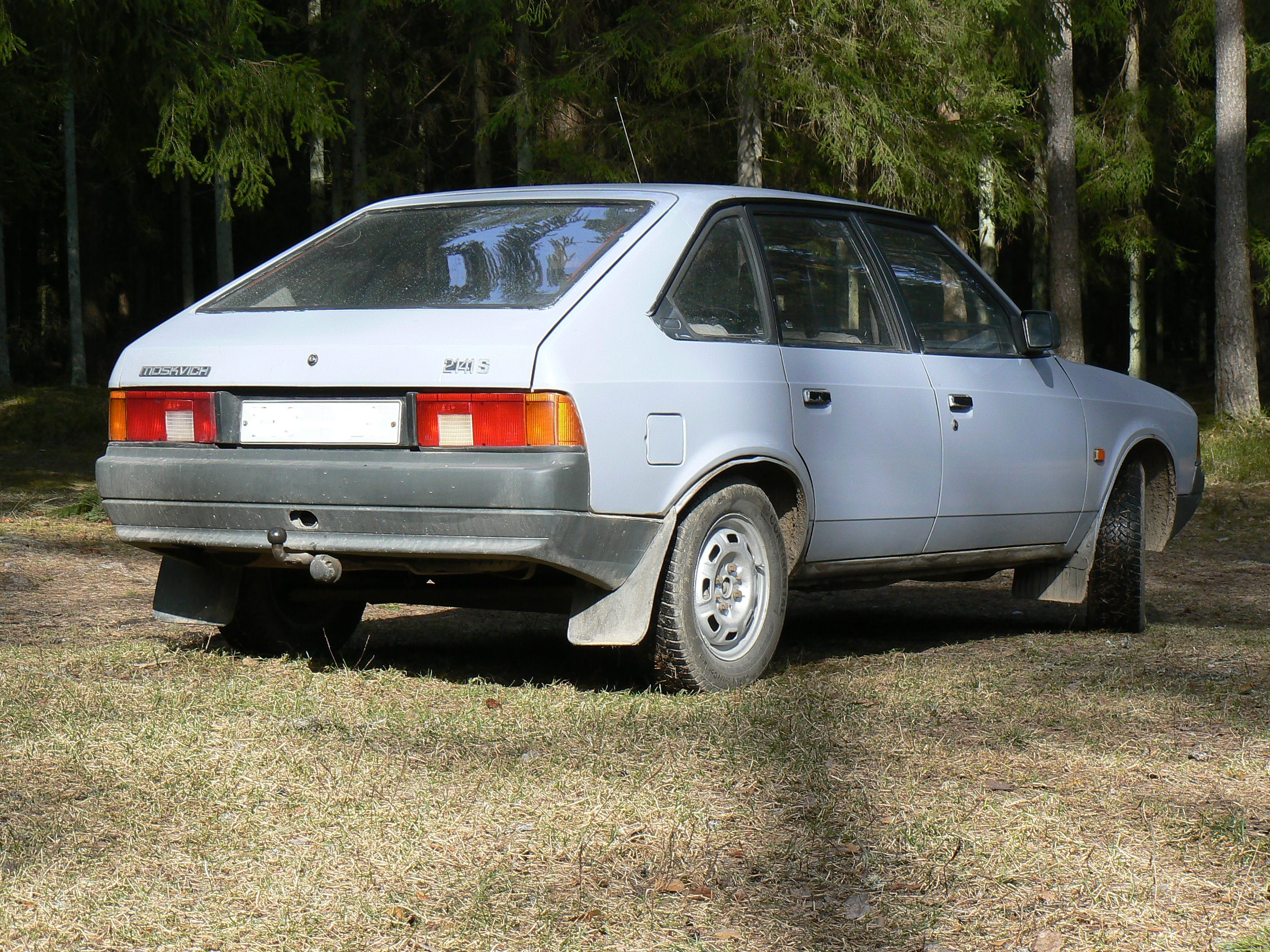
M-21412 também conhecido como M-2141S
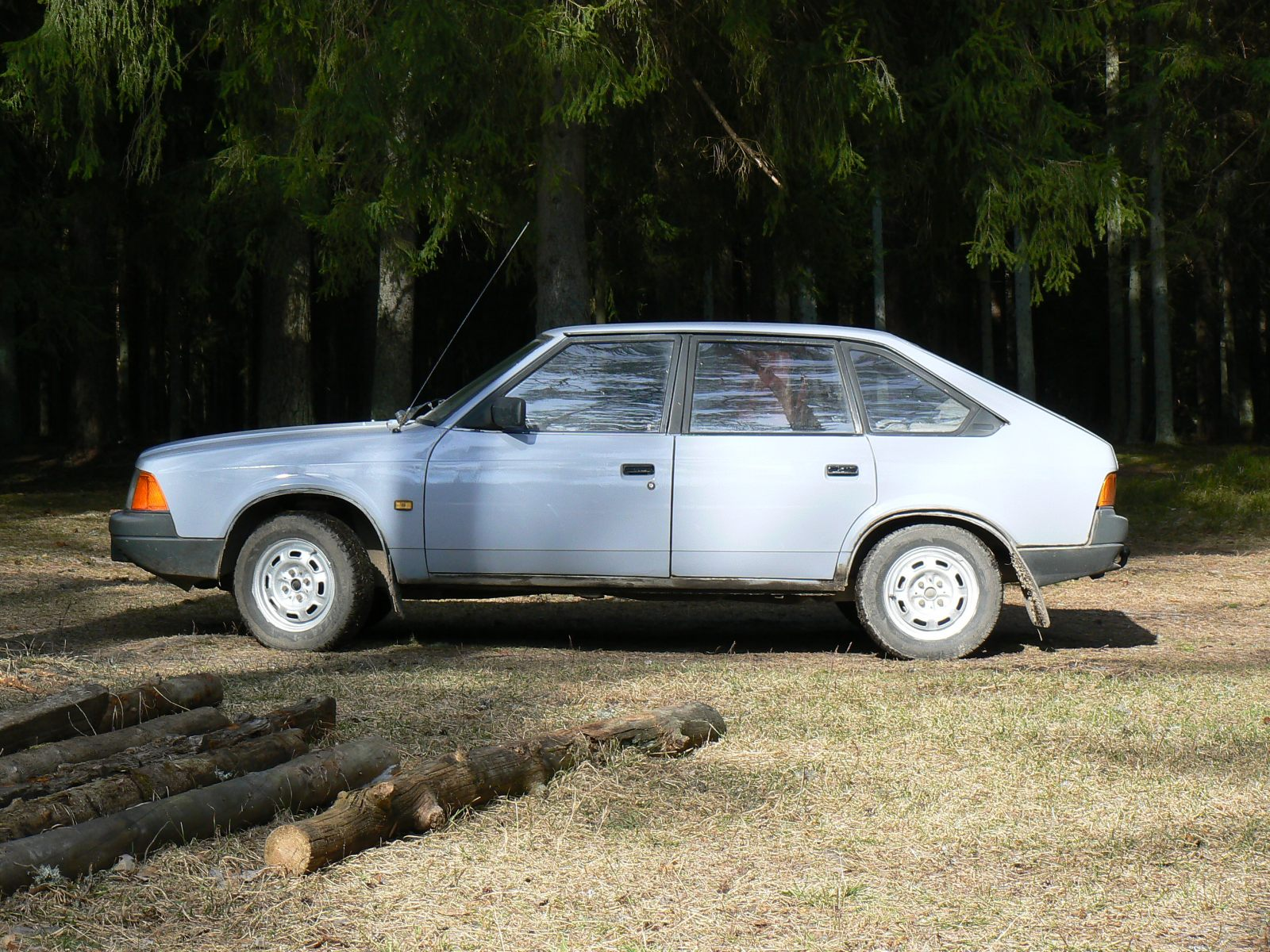
M-21412 também conhecido como M-2141S
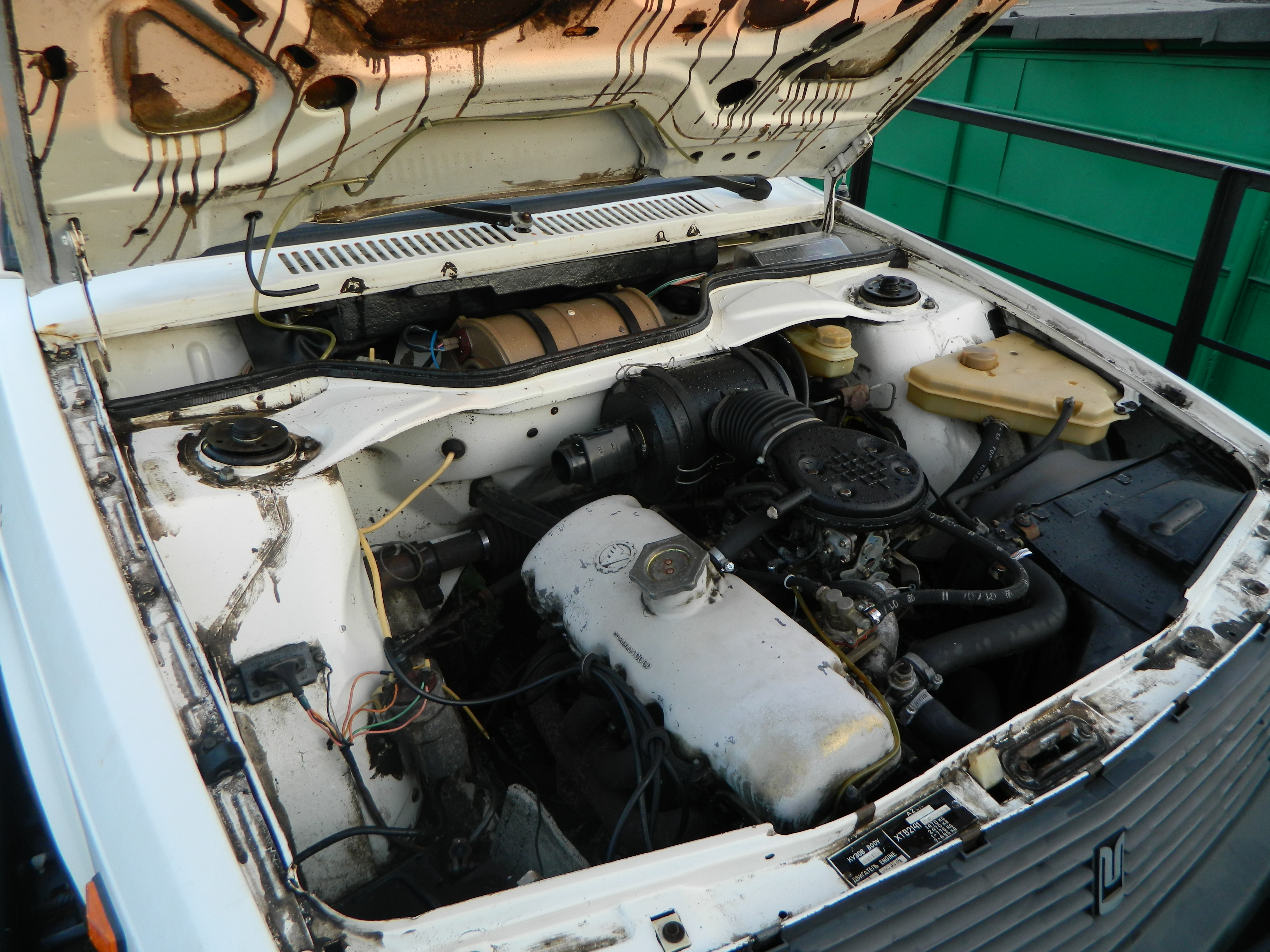
Motor UZAM-331 (1989)
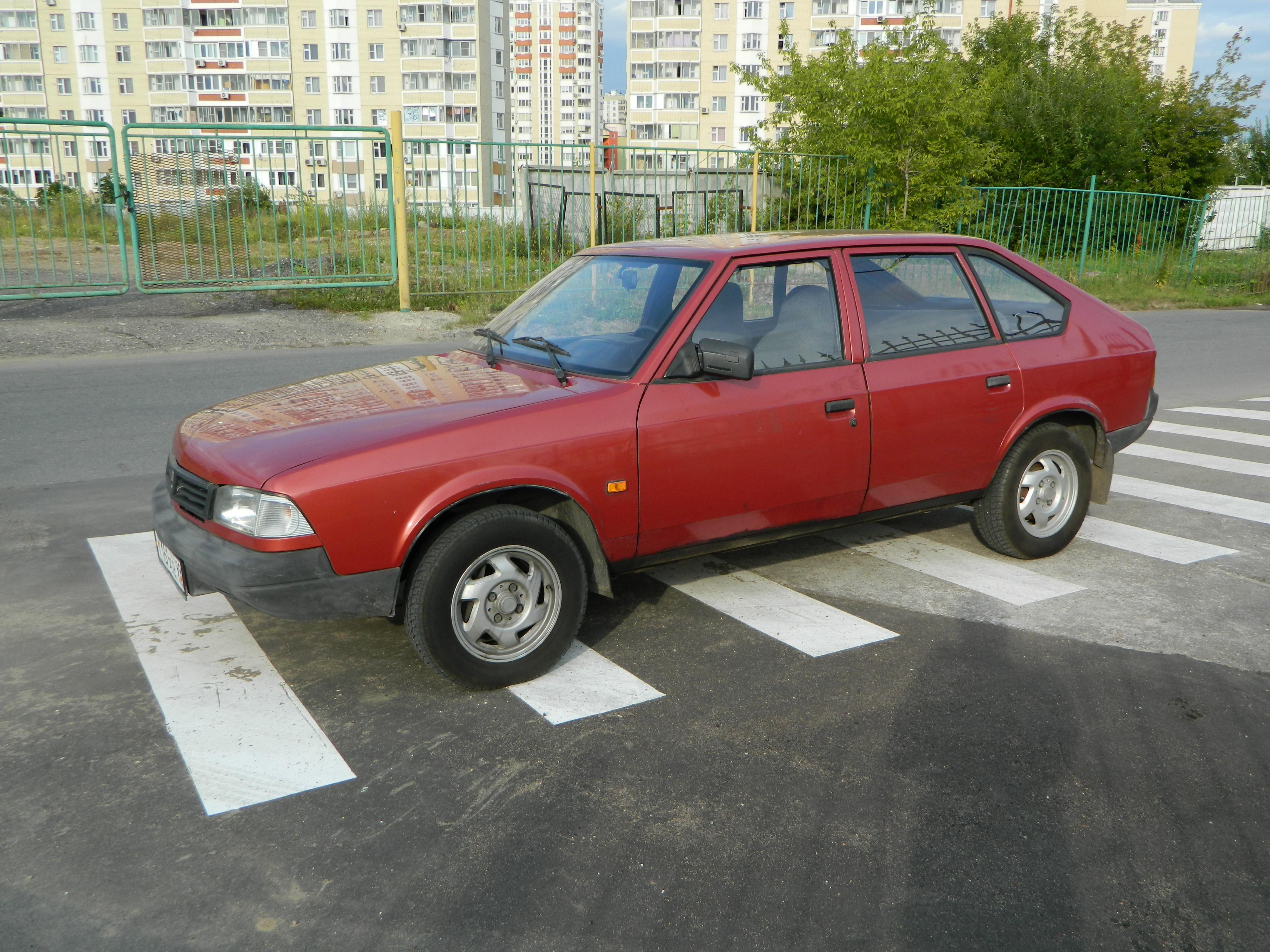
Svyatogor (facelift pós-1996 do Aleko)
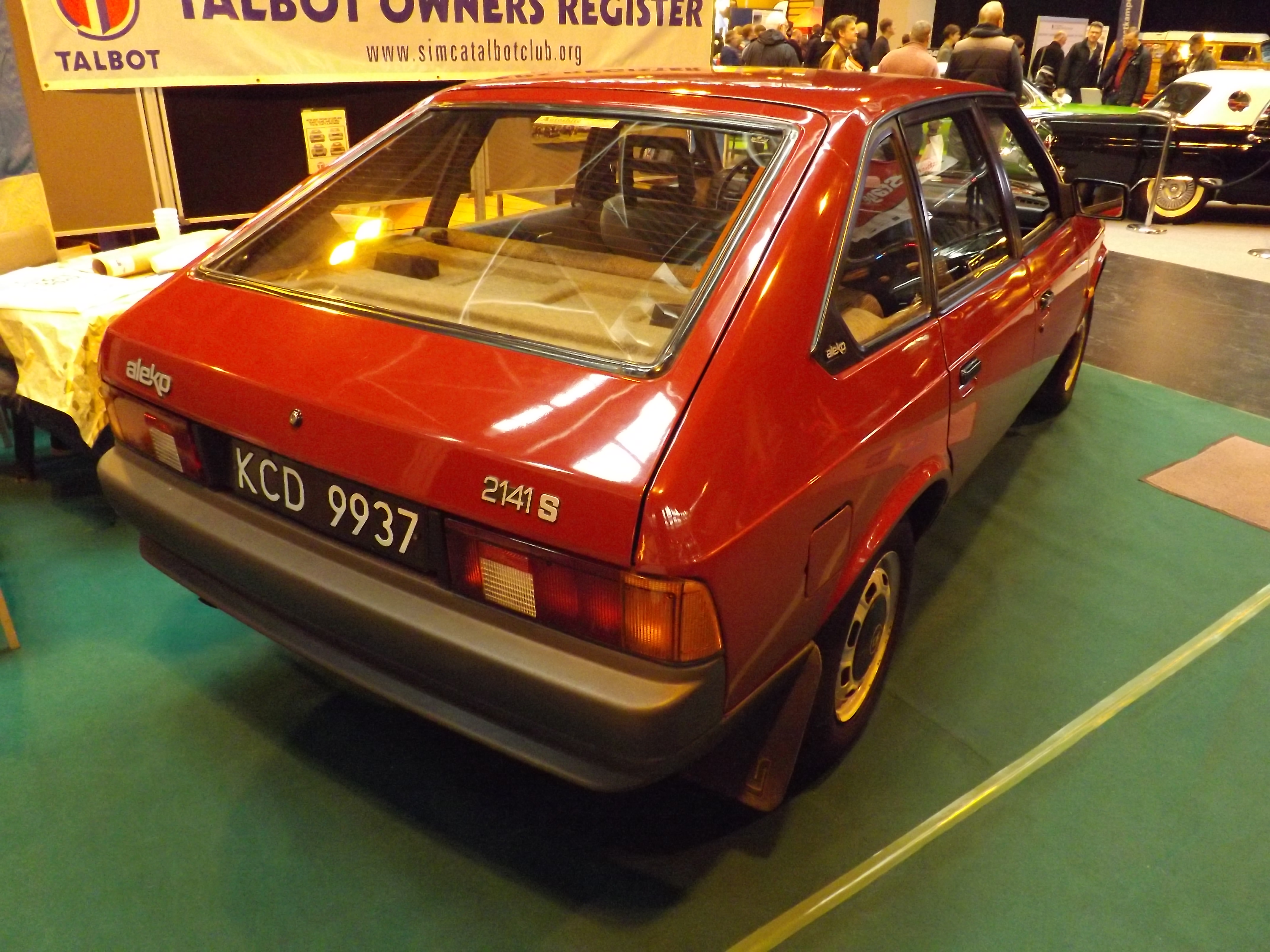
Vista traseira
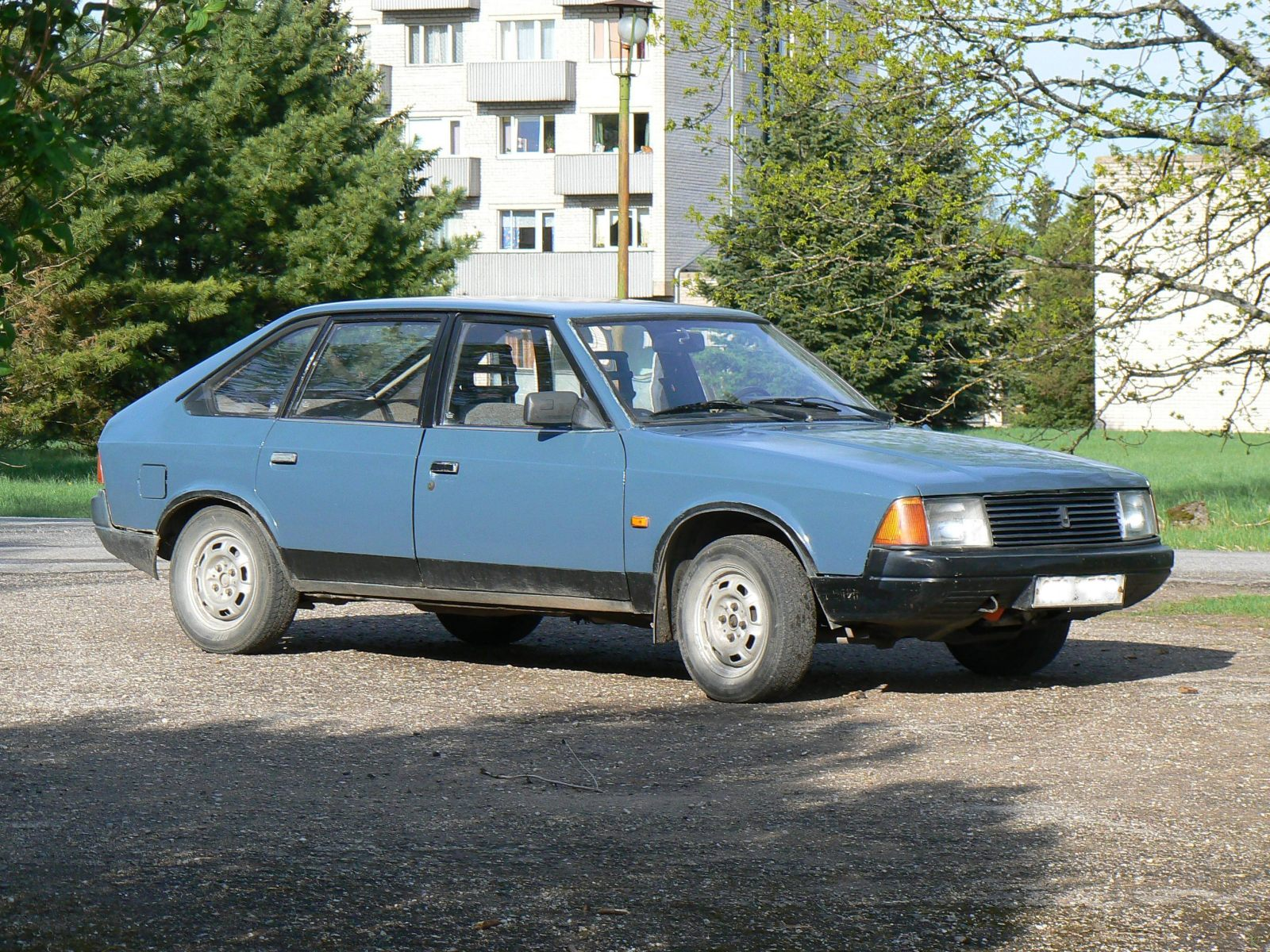
M-21412 também conhecido como M-2141S
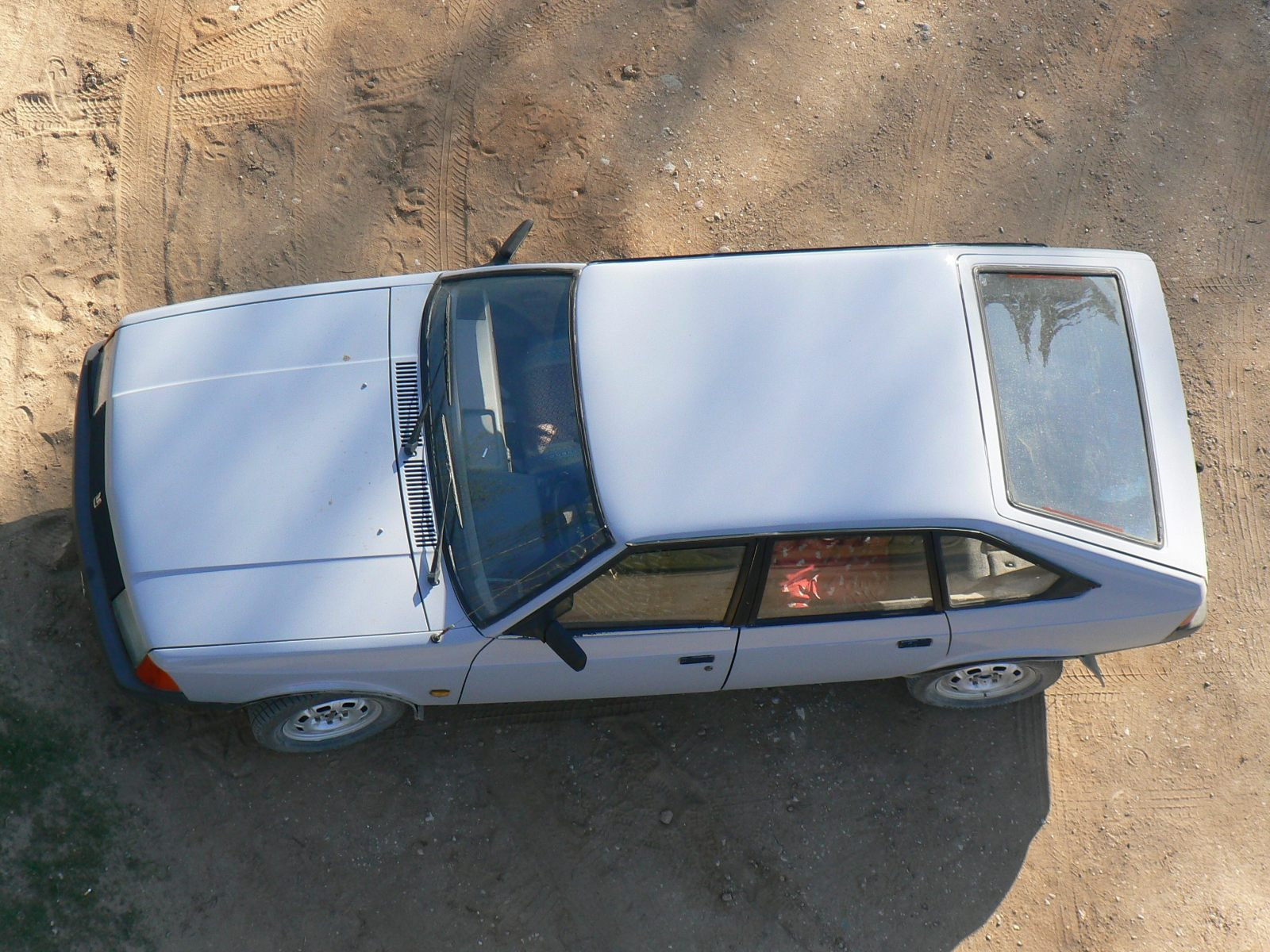
M-21412 também conhecido como M-2141S
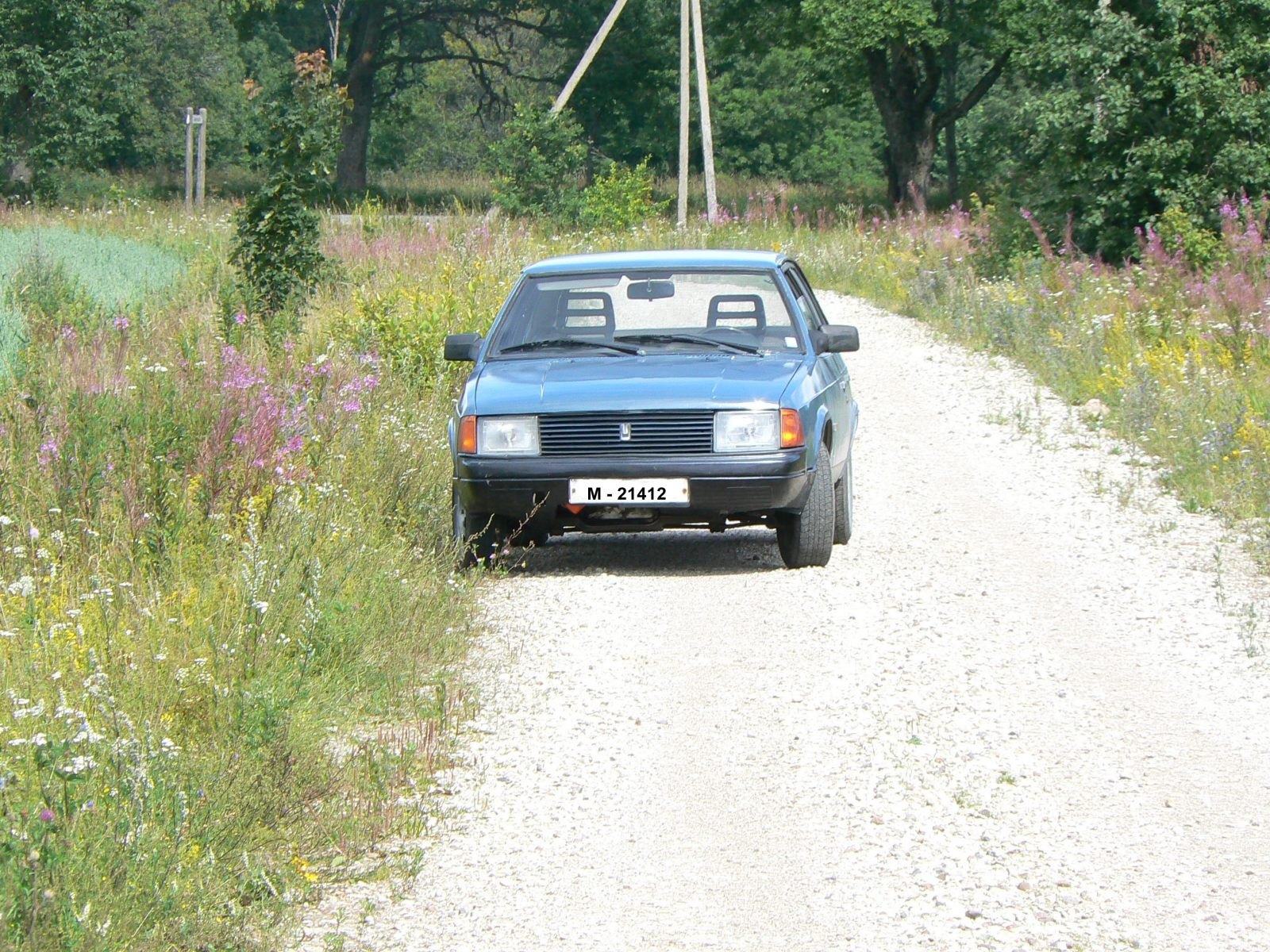
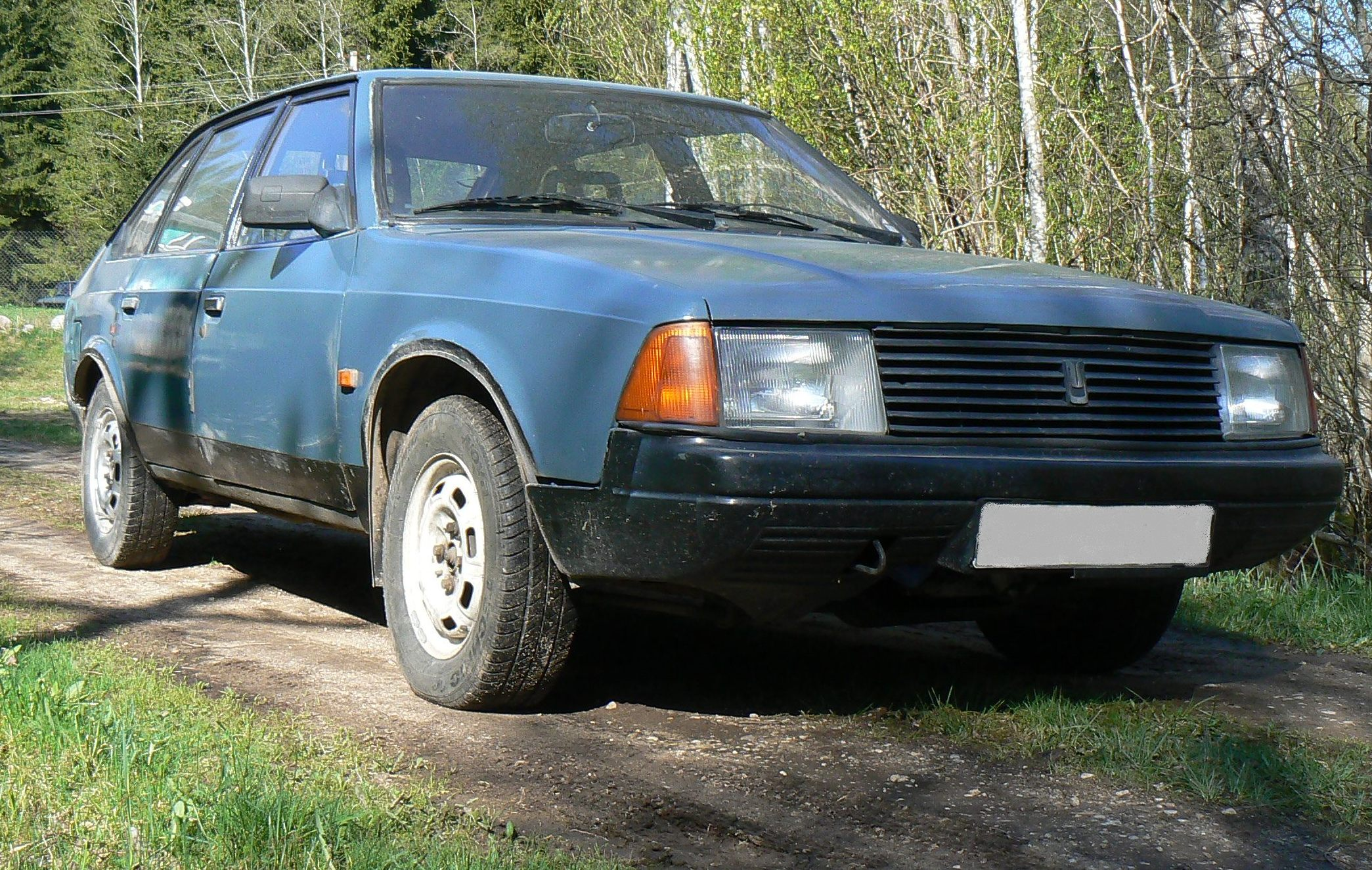
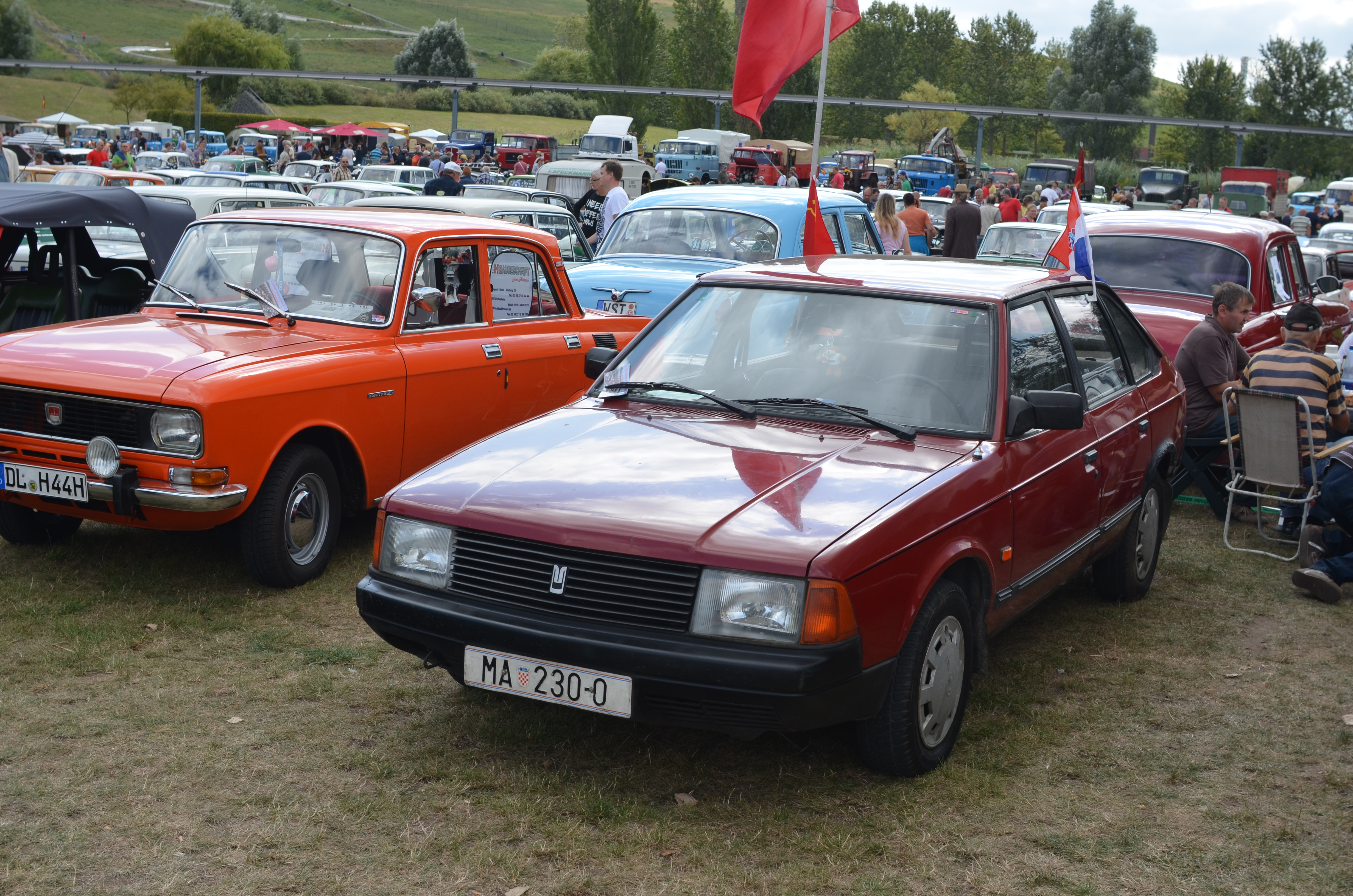
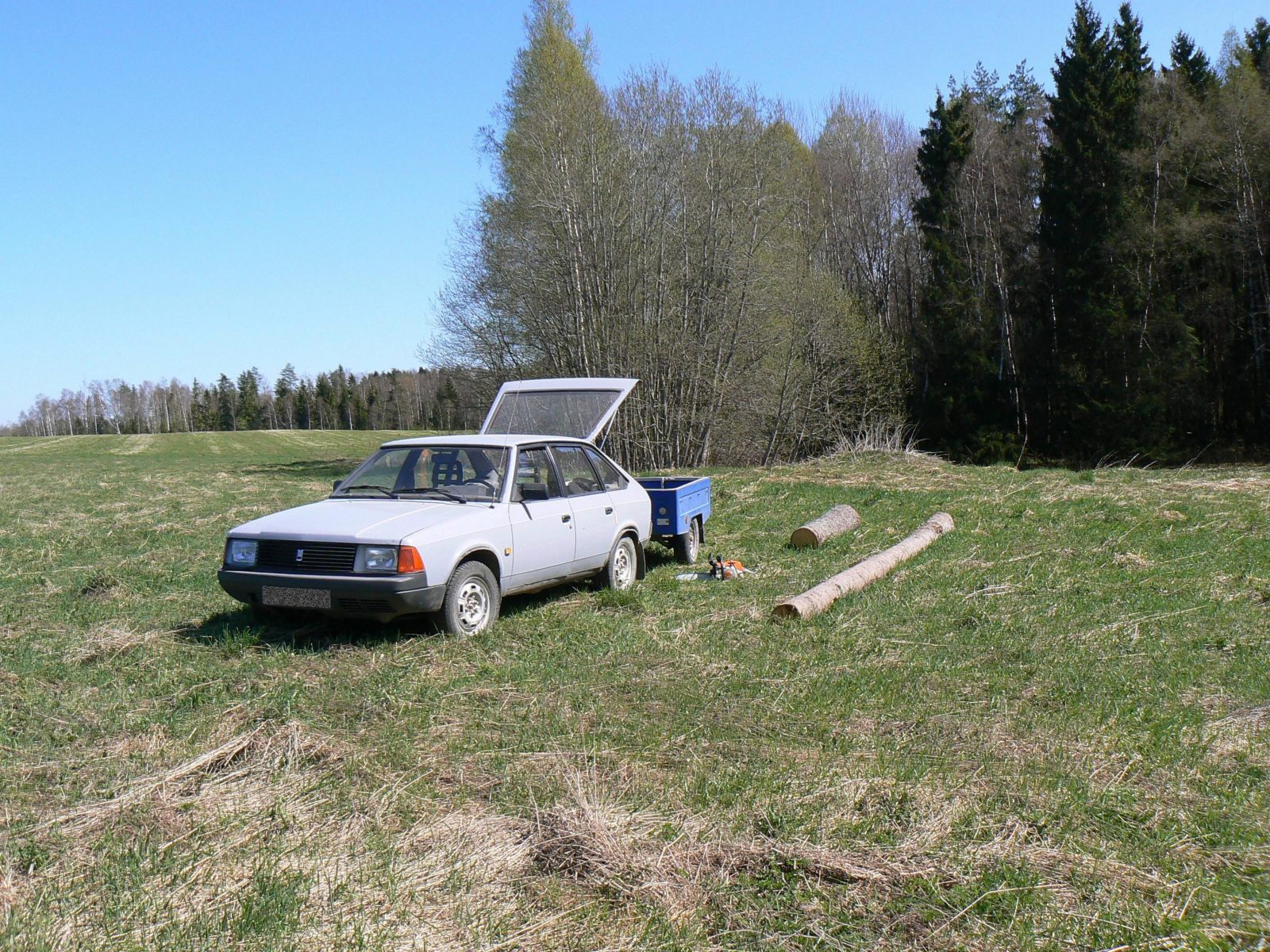
M-21412 também conhecido como M-2141S
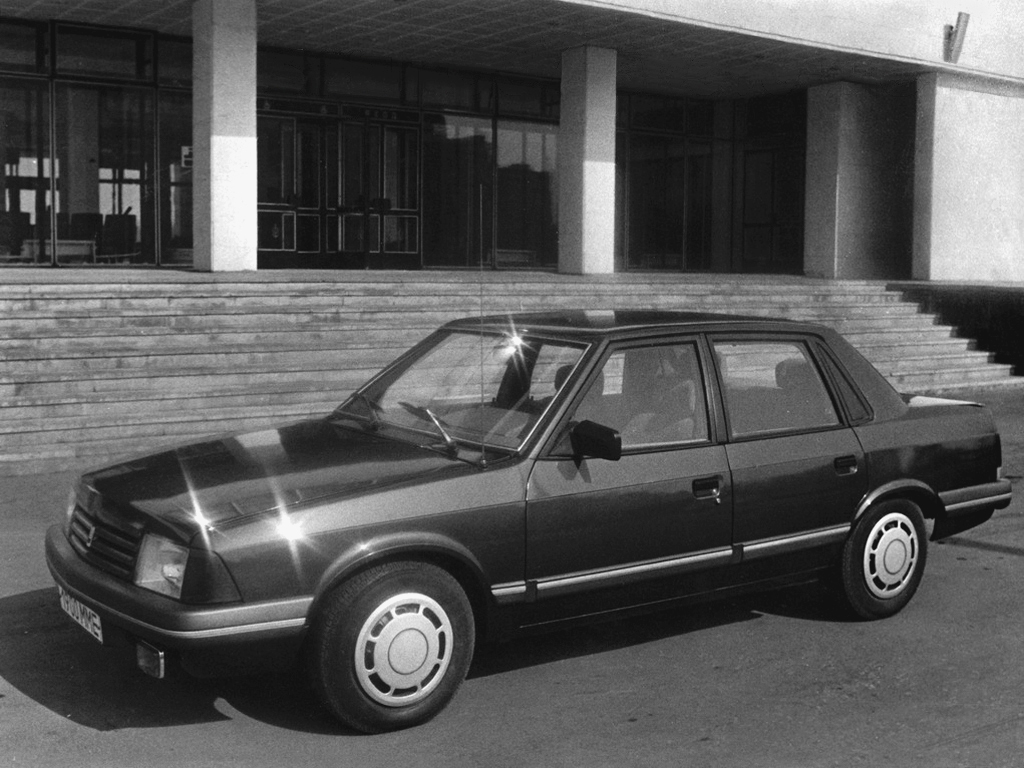
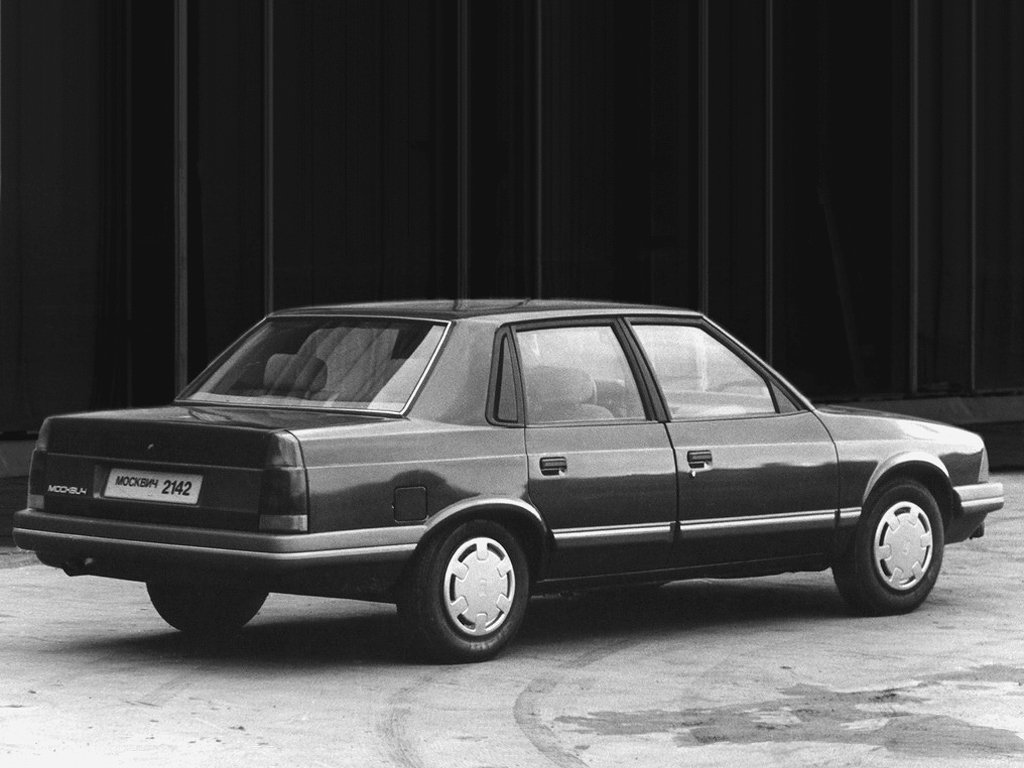
Moskvitch-2142 com carroceria sedã (protótipo)
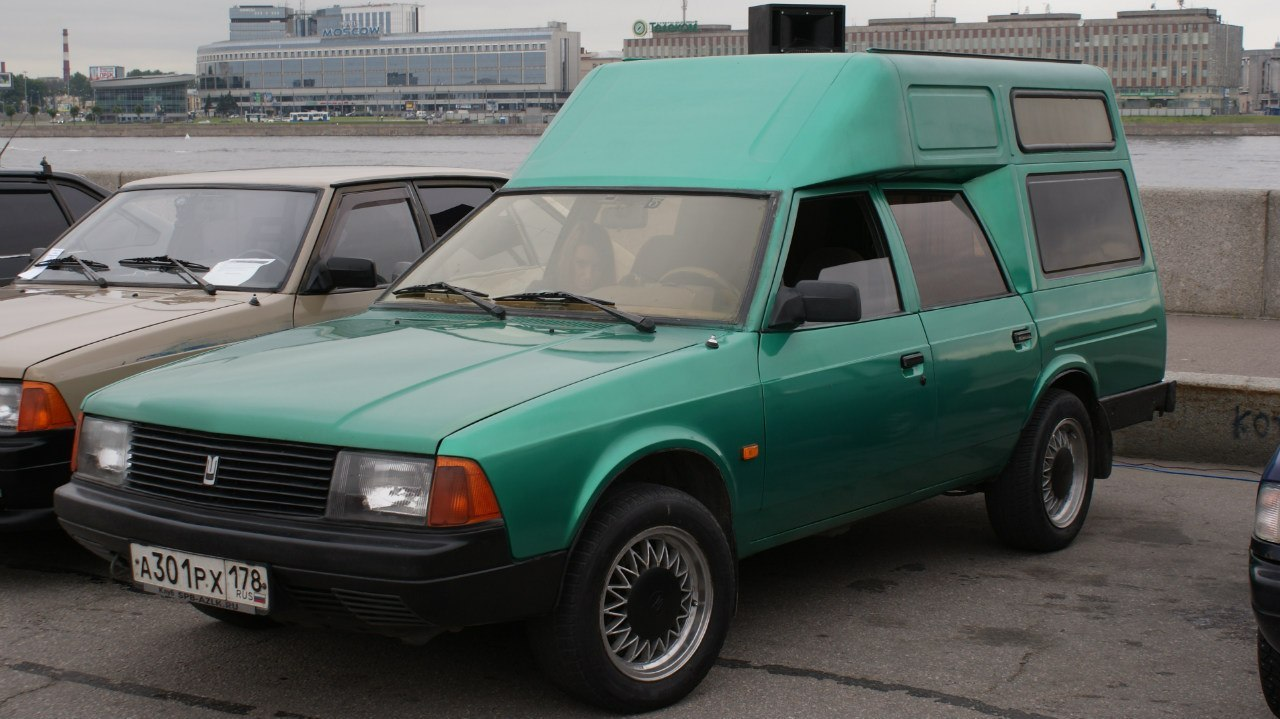
M-2901
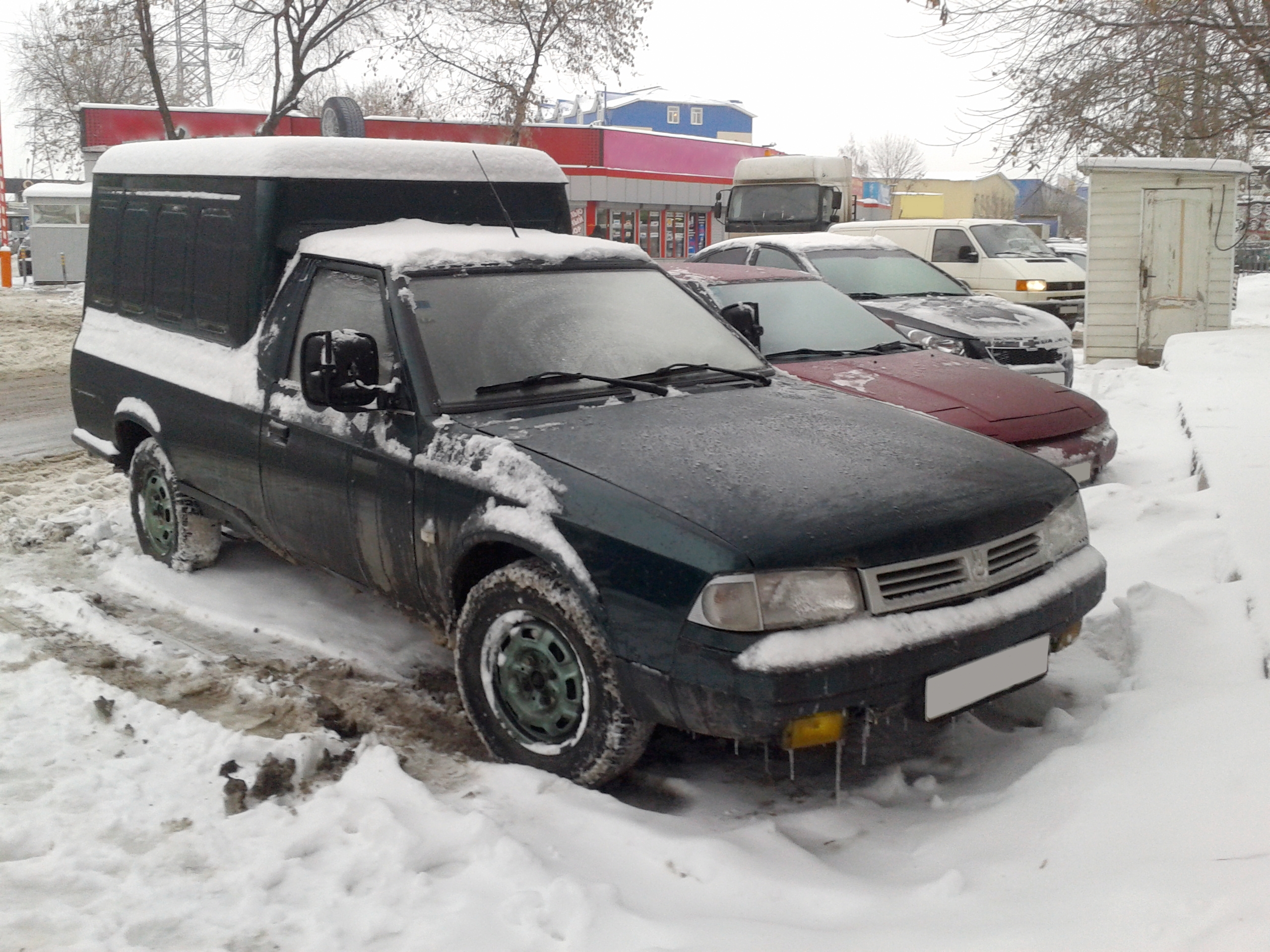
2335
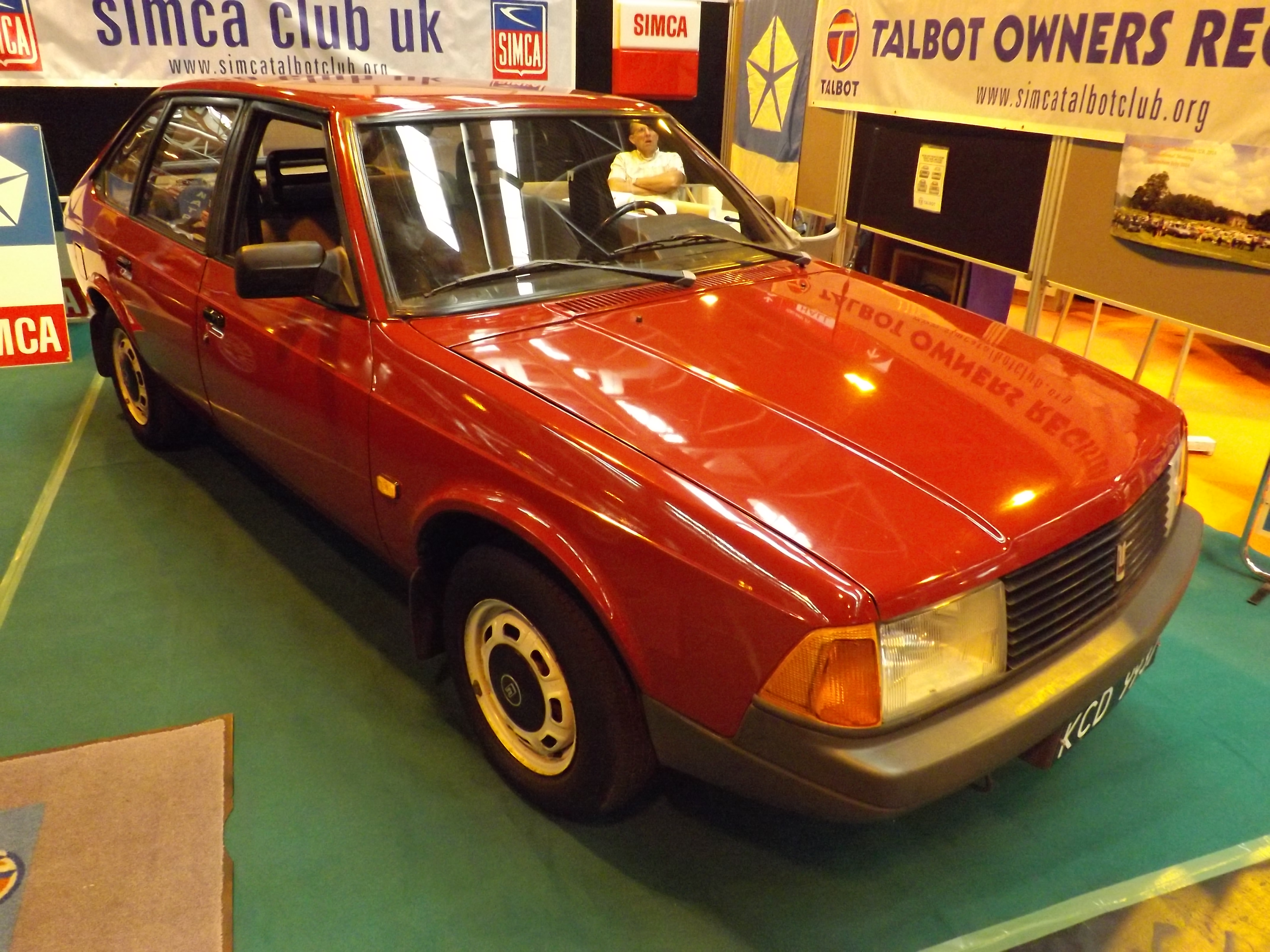
Moskvitch 2141S "Aleko"